# أوليسس دافيلا
أوليسس دافيلا (بالإسبانية: Ulises Alejandro Dávila Plascencia)‏ هو لاعب كرة قدم مكسيكي، ولد في 13 أبريل 1991 في غوادالاخارا في المكسيك. شارك مع منتخب المكسيك تحت 17 سنة لكرة القدم. أما مع النوادي، فقد لعب مع تشيلسي وسانتوس لاغونا وفيتيسه آرنهم ونادي تينيريفي ونادي جامعة غوادالاخارا ونادي ساباديل ونادي غوادالاخارا ونادي فيتوريا سيتوبال ونادي قرطبة.

## وصلات خارجية
- أوليسس دافيلا على موقع الاتحاد الدولي (مؤرشف)  (الإنجليزية)
- أوليسس دافيلا على موقع قاعدة بيانات كرة القدم.إي يو (الإنجليزية)
- أوليسس دافيلا على موقع ليكيب (الفرنسية)
- أوليسس دافيلا على موقع Soccerbase.com (لاعب) (الإنجليزية)
- أوليسس دافيلا على موقع Soccerway.com (الإنجليزية)
- أوليسس دافيلا على موقع AS.com (الإسبانية)